# Nataxa amblopis
Nataxa amblopis là một loài bướm đêm thuộc họ Anthelidae. Loài này được Alfred Jefferis Turner mô tả năm 1944. Loài này có ở Úc.